# 太王四神記
『太王四神記』（たいおうしじんき、朝: 태왕사신기）は、2007年9月11日から12月5日まで韓国MBCで放送されたテレビドラマ（時代劇）。HD放送、5.1chサラウンド放送。

## 概要
宿命の星の下に生まれたタムドク（ペ・ヨンジュン）が幾多の苦難を乗り越えて、後に高句麗中興の祖といわれる第19代国王の広開土王となっていく姿を描くファンタジー時代劇である。映画並みの巨額の予算をかけ、コンピュータグラフィックスを多用するなど韓国ドラマとしては異例の作品で、同じMBCの時代劇で高句麗建国の祖を描いた『朱蒙 - チュモン -』に比べはるかにファンタジー色が強く、「歴史ファンタジードラマ」等と称されている。
監督は、ドラマ『砂時計』のキム・ジョンハク。主演のペ・ヨンジュンにとっては『冬のソナタ』以来5年ぶりのテレビドラマとなった。日本の作曲家、久石譲が音楽を担当した。
当初は2007年5月からMBCで放送開始の予定だったが制作上の問題から放送が延期された。また当初は百済の阿莘王（ス王子）役としてソン・イルグクが出演するはずであった。
済州島で行われたロケの期間中は、事故が相次いだ。監督のキム・ジョンハクとチェ・ミンスがそれぞれ交通事故に遭遇している。また主演のペ・ヨンジュンが、2007年10月24日の撮影中、刀が右手人差し指に当たり、靱帯を切断した。その後さらに、頚椎と肩靭帯を負傷した（2008年8月4日、肩靱帯の手術を受けた）。撮影は2006年3月から2007年12月2日までの1年8か月に及んだ。
韓国では全24話の平均視聴率は27．0%で、最高視聴率は35.7%を記録した。
タイトルのハングルのロゴが、普通のハングルとは字の形が違っているが、これは、カリムト（ko:가림토）文字を用いたためである。
番組の愛称は「テサギ（太四記）」。

## 海外展開
2007年12月14日からは、中国電視公司（台湾CTV）でも放送されるなど、各国で好評を博している。
ただし高句麗史という中韓間の歴史認識問題に関わるテーマを扱っているため、中国（香港含む）では放送禁止となった。

### 日本

#### NHKでの放送
- 2007年12月3日から2008年5月19日までBShiにて、5.1chサラウンド放送対応の字幕版を毎週月曜日の22時（JST）に放送。全24回。
- 2008年4月5日から9月27日までNHK総合にて、日本語吹き替え版（字幕もあるが吹替え用でカット版【1話と24話は除く】）を毎週土曜日の23時10分 - 24時5分（JST、2話 - 23話までの場合）に放送。全24回。
- 2008年10月5日から2009年3月29日までBS2にて、ノーカットによる日本語吹き替え版の放送が毎週日曜日の21時（JST）に全24回を放送（NHKから放送された韓国ドラマのノーカット版としては初めての試みである。ただし次回予告の映像はNHK総合で放送された日本語吹き替え版と共通である）[6]。
- 2009年11月2日から11月19日までBShiにて、ノーカットによる字幕版を毎週月曜日から木曜日の23時より2話ずつ放送。全24回。
- 『テレビでハングル講座』では、前番組同様、このドラマのシーンを教材としてセリフの聞き取りに挑戦するコーナーが設けられた。

#### NHK以外での放送
- 2011年10月11日から11月14日までBS-TBSにて月曜日 - 金曜日の17時00分 - 17時54分（JST）に放送。最終回を前後編に分けた全25回。字幕版、カットあり。

#### インターネット配信
2007年12月3日から（NHK BShiの放送終了後）ニフティにてインターネットによる本編の動画配信を開始。
太王四神記公式サイトでは、全24話を韓国MBCオリジナル・ノーカット版でVOD配信中。またモバイルの公式サイトでもNTTドコモの対応携帯なら各話全て、au（KDDI/沖縄セルラー電話）、ソフトバンクモバイルの携帯では各話の名シーンをみることができる。  

#### 劇場上映
2007年12月4日からはティ・ジョイにより、新宿バルト9ほかで、第一弾の映画『太王四神記』として劇場上映。毎週BShiでの放映翌日に毎話が全国公開された。
2010年4月10日から、「新編集版」として再編集した4部作が公開された。

#### パッケージソフト
オリコンDVD総合週間チャート、『太王四神記DVD BOX』（2008年6月16日付）2位。太王四神記メーキングDVD「金盤」「銀盤」（3月19日付）1位、2位。オリコン本BOOK部門の総合週間チャート、『太王四神記公式ドラマ・ガイド後編』（6月9日付）タレント関連書籍1位。総合4位。オリコンシングル総合週間チャート、「千年恋歌」（太王四神記の主題歌）1位 。

#### プレミアムイベント
2008年6月1日、京セラドーム大阪で「ドラマ太王四神記プレミアムイベント2008 in JAPAN」が開催された。チケットの応募数は20万（3万5千枚に対し）で18分で完売し、当日のドラマプロモーションでは、久石譲の指揮・太王四神記オリジナルサウンドトラックのフルオーケストラ演奏や挿入歌のライブステージ、出演俳優と東映京都スタジオ俳優による殺陣&アクションショー、キム・ジョンハク監督などによるトークなどが繰り広げられ、全国の映画館13か所にも生中継された。これについては、nifty 太王四神記公式サイトにて配信されている。

#### 視聴者層
宮廷女官チャングムの誓い（参照）から2007年半ばになると、時代劇については男性にも人気で、2008年、朝日新聞系の雑誌『AERA』は、特に50代の男性が人気を支えているようだと分析した。太王四神記のDVDレンタル者の男女比率（大手レンタルショップ調査2008年）は男女半々だった

#### 他メディア展開
池田理代子による漫画化、宝塚歌劇団によるミュージカル化（後述）が行なわれた。

## 歴史認識問題と不祥事
非常に文献の乏しい時代であり、史実から大幅な脚色がなされている。しかしこれに対しては韓国国内でも、広開土王の実在性を危うくする、神話要素が日帝残滓であるといった批判もある。また、高句麗を持ち上げすぎて百済を矮小化しているとの批判もある。
一部にいわゆる「朝鮮の大陸史観」を取り込んでおり、『朝鮮上古史』や『大朝鮮帝国史』にある超古代国家「チュシン (쥬신)」が現れる。また、通説では朝鮮半島南西部の百済の版図のどこかに比定されるカンミ城が、中国大陸山東半島の「西百済」（『大朝鮮帝国史』の「外百済」にあたる）にあったという設定になっている。
高句麗史を「韓国史」として扱ったこのドラマは、中国の東北工程への対抗策であると看做されている。そのため、中国ではメディアを挙げた反発が起こり、放送禁止となった。
宮脇淳子は、「『朱蒙』や『太王四神記』のコスチュームを見ていると、改めて日本のアニメやテレビゲームを参考にしているんだなぁと感じます」「ファンタジーに名を借りて、どさくさ紛れにトンデモ史学まで盛り込んで歴史捏造を意図的に行っているのも、このドラマのポイントといえるでしょう。『朱蒙』では古朝鮮の版図に南京周辺まで含まれていましたが、『太王四神記』の世界観では、高句麗の領土が満洲全土やシベリアの奥深くまで広大に拡がっていました。…中国大陸の山東半島あたりに『西百済』なるものが存在していたというのです。ドラマにあったように、広開土王が即位してすぐ、百済のカンミ城を攻めるというのは史実です。ところが、ドラマ内でのカンミ城の場所がどうにもおかしい。史実では漢江の河口あたりにあったと推定されるのですが、なぜか山東半島の先にあるのです。そればかりではなく、登場人物が遼河と呼ぶ川が山東半島の近くを流れていたりもする。そのため史実では遼河の東側にあった後燕国が西側にあるのです。歴史家の目から見ると、全く呆れ返ってしまうのですが、妄想ファンタジーを堂々と歴史ドラマと謳う人たちですから、彼らにとっての真のファンタジーとなると、地面まで歪曲してようやく成立するのかもしれません」「私が特に気になったのは、日本（国倭）との関係をなるべく描かないようにしているフシが見られることです。現在の中国吉林省集安市に、広開土王の功績を称えて息子の長寿王が建てた『広開土王碑』という石碑があります。その広開土王碑には『倭は辛卯年をもって来たりて海を渡り、百殘（百済）・新羅を破り、もって臣民となす』とあります。この碑文は一部が欠落しているために様々な解釈がされていますが、素直に読めば、百済の援軍にやってきた倭軍が高句麗を破って百済と新羅を臣民にしたということです。日本の軍勢が海を渡って高句麗軍と戦ったのは事実で、石碑に刻まれるくらいだから、歴史イベントとしてはすごく大きな話のはずなのですが、ドラマの中ではそのような場面はありませんでした。広開土王碑には391年の戦いのほかにも、倭との戦争の記録が刻まれています。400年には、倭軍が新羅を攻めたために高句麗が救援を送っています。『太王四神記』では5万人の軍隊を新羅救援に向かわせるという場面があったので、この史実を取り入れたのでしょう。ただし、最終回にほんの少し説明があっただけでしたが。また、404年にも倭が帯方郡に攻めてきたと記してあります。韓国人のメンタリティからして、いずれの戦いでも高句麗が倭軍を破ったのだから喜んでドラマに取り入れてもよさそうなものですが、おそらくは日本が軍隊を派遣するほど朝鮮半島に影響力があったという史実が面白くないのでしょう。ところが、後述するように古代の朝鮮半島において日本の国家的存在感は非常に大きかったのです。『日本書紀』の三韓征伐の話をはじめとして、日本に肩入れする理由のないシナの史書にも日本の影響力を示す傍証となる記事が書かれているし、『三国史記』ですら、たびたび倭が新羅に攻めてきたということが書かれています。また、百済は高句麗に屈服しては日本の武力を頼りに再び反抗するということをしていました。これらを鑑みれば、日本が朝鮮半島に一定の権益を有していたことは、歴史学的にほぼ間違いないと考えていいでしょう」と持論を主張している。
特殊効果担当米国人スタッフが大麻所持事件を起こすも、ペ・ヨンジュンのドラマなので時間が欲しいとのスタッフ側の要望に対しソウル高裁は一定の言い分があるとして判決言い渡しをドラマがほぼ完成する7月まで延期するという異例の判断を下した。

## あらすじ
はるか昔、地上は火の力を持つカジン率いる虎族に支配されていた。
横暴な虎族の支配に心を痛めた神の子桓雄（ファヌン）は地上に降り立ち、人々が平和に暮らす国・チュシン国を創る。しかし、国を奪われたと感じたカジンはチュシンの民を襲う。桓雄は争いをなくすために、カジンから火の力を奪い、熊族の女戦士・セオに与える。火の力は朱雀となって、セオに宿った。やがて、桓雄とセオは恋に落ち、セオは桓雄の子（檀君）を身ごもる。密かに桓雄に憧れていたカジンはこのことに嫉妬し、セオを襲うが、戦いの中で生まれた子供を守ろうとするあまり、セオは自らの力を制御しきれなくなり、朱雀が暴走を始める。その場に駆けつけた桓雄はやむなく、青龍・白虎・玄武の三神で朱雀を倒そうとするが果たせず、自らセオを討つ。そして、桓雄は朱雀・青龍・白虎・玄武の四神を封印し、やがて真にチュシンの王となるべき人物が誕生した際に四つの神器が目覚め、王はそれらを発見して封印を解くだろうという予言を残して、天に昇った。時に紀元前15世紀の事。
それから2000年あまりが過ぎた374年、チュシンの王の誕生を示す星が輝き、高句麗の小獣林王（ソスリム王）の弟の家に談徳（タムドク）が、妹の家にホゲが生まれる。そのころ、四つの神器を独り占めして、四神の力を手に入れるべく、チュシンの王の誕生の日を待ち望んでいた虎族の末裔である火天（ファチョン）会の大長老は早速、部下を全国に派遣し、朱雀の神器を手に入れることに成功する。そして、朱雀の神器を持っていた少女・キハを連れ去り、神殿に神官見習いとして送り込む。一方、キハの妹・スジニはチュシンの末裔であるコムル村の人々に保護されていた。
小獣林王の死後、弟の故国壌王（ヤン王）が即位し、談徳は王太子となる。神殿の大神官は談徳をチュシンの王と認定し、壌王は談徳に命を狙われぬよう愚鈍なふりをするよう命じる。一方、高句麗の人々はホゲこそチュシンの王と見なしていた。その思いが特に強い、ホゲの母は、わが子に王位を継がせようと壌王の毒殺を画策する。しかし、陰謀は談徳によって見破られ、ホゲの母は自害してしまう。それ以降ホゲは談徳を憎しみ、復讐を誓う。一方、ホゲの父であるヨン・ガリョ（以下カリョ）は談徳が愚鈍ではなく、計り知れない英知を持っていることに恐怖するのだった。やがて、そんなカリョに火天会が接近していく。
そのころ、コムル村の村長となったヒョンゴはスジニを連れて旅をしながら、前村長の言いつけに従い、チュシンの王と見なされていたホゲを見守っていた。しかし、身分を隠し、市井を見て回っていた談徳と出会ったスジニはホゲよりも談徳の人柄に好意を抱く。そして、キハもまた談徳を慕うようになっていた。
カリョは、ホゲの謀略によって撃毬大会に出場できなくなったとある部族のチームに談徳が身分を隠して参加したのをとらえ、談徳の軽挙を非難し、ついにヤン王に対してホゲに王位を譲るよう迫る。しかし、壌王はこの要求を拒絶し、大神官が談徳をチュシンの王と認定したと伝え、談徳への譲位を布告する。窮地に立たされたカリョは火天会と手を組み、談徳を亡き者にせんと様々な謀略を仕掛けていく。一方、一時はキハとの平凡な生活を夢見た談徳は父の死そしてヒョンゴやスジニといったコムル村の人々の励ましによって次第に王としての自覚を身につけ成長していく。
果たして、チュシンの王となるのは談徳かホゲか。そして、朱雀以外の神器はどこにあるのか。古代の高句麗を舞台に壮大な物語が始まる。

## 登場人物
広開土王（好太王）（タムドク：談徳）/桓雄ペ・ヨンジュン（日本語吹き替え版: 萩原聖人） 子役: ユ・スンホ（日本語吹き替え版: 池田恭祐）
桓雄ははるか昔、人々が平和に暮らす国・チュシンを創るべく地上に降り立った神の子。
談徳は桓雄の転生とされる人物。チュシンの星が耀いた時に生まれ、チュシンの王となるべく誕生したが、暗殺を恐れる父によって暗愚・病弱のふりをするよう命じられた。しかし、実際には、武勇・知略共に抜群に優れ、叔母による父の毒殺計画を未遂に終わらせるなど、少年期からその片鱗を見せていた。父から譲位を受けた直後に父王が殺され、しかも、ヨン・ガリョと火天会の策謀によって様々な濡れ衣を着せられるが、持ち前の英知と側近の助力によって疑惑を晴らしていく。民衆からは当初、暗愚な王と思われていたが、百済との戦いで戦果をあげ、火天会によって幽閉された重臣たちを自ら救いに行くなどして、貴族や民衆などから支持される王となっていく。
小獣林王（グブ）チョン・ソンファン（日本語吹き替え版: 納谷悟朗）
高句麗の第17代国王。子がなく、王の死後、弟が跡を継いだ。談徳の伯父。
故国壌王トッコ・ヨンジェ（日本語吹き替え版: 原康義）
高句麗の第18代国王。談徳の父。母（故国原王の第三王妃）が妊娠中に敵国に拉致され、敵国で誕生・成長したため、妹をはじめとする心無い人々には国王の本当の子ではないのではないかと噂されている。そんな噂を気にして隠遁生活を送っていたが、兄の死によって国王となる。息子の談徳こそがチュシンの王となるべき人物と確信しており、自らの王政は準備期間に過ぎないと認識している。しかし談徳は神意による王政に否定的でキハとの平凡な生活を望んでいたため、強引に即位式を進めた結果、火天会の襲撃を許してしまう。助けに来たキハに脱出を促されるが拒否して自害、図らずもキハに殺害犯の濡れ衣を着せてしまった。
ソ・ギハ（キハ）（徐琦荷）/カジンムン・ソリ（日本語吹き替え版: 佐古真弓）[子役: パク・ウンビン（日本語吹き替え版: 岡珠希）
カジンははるか昔、火の力を用いて地上を支配した虎族の女。密かに桓雄を慕っていたが、桓雄に火の力を奪われ、さらに桓雄が熊族の女・セオと結ばれたことを知って、セオを襲った。キハは朱雀の神器の守り主の一人で、スジニの姉。カジンの転生と理解されるが、談徳の子を産むなど、セオの役回りも混じっている。火天会が朱雀の神器を強奪した際に一緒に拉致され、長老の妖術の支配下におかれる。神殿に神官として送り込まれて談徳の幼馴染となり、相思相愛の間柄になる。談徳が火天会の謀略によって都を追われた際に談徳の子を身籠るが、父王殺害の誤解を解くことができず、絶望から火天会の野望に身を任せる。
スジニ/セオイ・ジア（日本語吹き替え版: 永田亮子）[子役: シム・ウンギョン（沈恩京）（日本語吹き替え版: 三村ゆうな）
セオは桓雄と恋に落ち、彼の子を産んだ熊族の女。スジニはセオの転生。朱雀の神器の守り主の一人で、キハの妹。火天会が朱雀の神器を強奪した際はまだ赤ん坊だったが、母と姉の機転で殺害や拉致を免れた。コムル村の行者に保護され、ヒョンゴに育てられたが、黒朱雀の兆候を示した場合には、災厄を避けるため、殺されることになっていた。悪態をつきながらも談徳を慕っている。幼い時からかなりの酒乱。ある出来事により、タムドクのもとを去り、再び登場したときは、高雲の子の家庭教師をしており、酒も飲んでいない。髪は短かったが、髪を伸ばし、チュムチ曰く「女らしくなった」。姉であるキハの子、アジクを育ててきた。
ヨン・ホゲ（椽浩開）ユン・テヨン（日本語吹き替え版: 咲野俊介）[ 子役: キム・ホヨン（日本語吹き替え版: 内山昂輝）
ヨン・ガリョの子、談徳の従兄弟（母が小獣林王、故国壌王の妹）。チュシンの星の出た日に生まれた王族として、幼少期から、チュシンの王ではないかとの期待を集める。少年期までは優しい性格で、病弱を装う王子談徳にも気遣いを見せる。しかし、最愛の母が王座を巡る陰謀に敗れて自殺すると、談徳の謀略によって殺されたと思い込み、以後、談徳を除き、母の遺志に従って、チュシンの王として即位することを決意する。次第に父親や火天会の影響が強まり、心寄せるキハにも操られ、謀略に手を染めていく。父の世論操作が奏功し、当初は民衆から期待を集めたが、百済との戦争では談徳に出し抜かれ、契丹では残虐行為を重ね、次第に将兵・民衆の支持を失っていく。
高句麗の大将軍の位を談徳に解任された後は、北燕軍の大将、敵になった。
火天会の大長老チェ・ミンス（日本語吹き替え版: 俵木藤汰）
虎族の末裔である火天（ファチョン）会を束ねる不死の存在。桓雄に奪われた火の力と地上の支配権を奪回するという虎族二千年来の悲願を実現すべく、妖術と私兵を駆使しながら権謀術数を展開する。当初は極めて高齢の容貌であったが、朱雀の神器と共に幼いキハを拉致すると、精悍な姿に若返った。ヨン・ガリョと結託し、キハを操り、更にホゲも利用して四つの神器を集めさせ、それを横取りしようと狙っている。
ヨン・ガリョ（カリョ）（椽可慮）パク・サンウォン（日本語吹き替え版: 菅生隆之）
部族長にして宰相、高句麗随一の勢力を誇る貴族。小獣林王の妹である妻の影響を受け、息子ヨン・ホゲを王位につけることを悲願とするようになる。私兵を動員し、火天会と結託し、陰謀をめぐらせて部族長らを動かして故国壌王を死に追いやる。談徳の命も脅かすが、談徳が威信を増し始めるとなす術なく、次第に貴族社会での信望を失う。心のどこかで談徳が天に選ばれたチュシンの王であると感じつつも最後は、火天会やキハに利用されて北燕軍を招じ入れる愚を犯したことを恥じ、王宮に保管されていた2つの神器をキハに渡して、ホゲが王になる事を願いながら服毒自殺。
ヒョンゴ（玄高）オ・グァンノク（日本語吹き替え版: チョー）
玄武の転生。コムル村の行者。神意により村長の座を継ぎ、玄武の神器の守り主となる。当初はホゲをチュシンの王と見なしていたが、天地神堂の裁定が布告されるや自らの過ちに気づく。ヨン・ガリョの手勢に襲われて絶体絶命の危機に陥った談徳を玄武の神器が守ったのを目の当たりにして、天地神堂の裁定が正しいことを確信する。以後、優れた頭脳を生かし、談徳の参謀として活躍する。
コ・ウチュン（高羽忠）パク・チョンハク（日本語吹き替え版: 大島宇三郎）
高句麗の将軍。親衛隊指揮官。孤立した故国壌王に忠誠を尽くし、その遺命を受けて談徳を守護し続ける。談徳の即位後は、王の軍の指揮で最も大きな役割を果たす。
チュムチ（主武時）パク・ソンウン（日本語吹き替え版: 乃村健次）
白虎の転生で神器の守り主。シウ部族長。山賊風の豪傑だが、実は、国を滅ぼされた靺鞨の族長の地位にある。傭兵団を率いて高句麗領内で活動。仮の王となった談徳に協力を乞われ、果し合いを経てこれに同意した。
チョロ（悽露）イ・フィリップ（日本語吹き替え版: 加瀬康之）　子役: イ・ヒョヌ
百済の要衝・関彌（カンミ）城の城主で、青龍の転生で神器の守り主。10歳の時に城が火天会に襲われ、父は殺される間際に、神器を守るため、チョロの心臓に神器を埋め込んだ。神器の力により、単騎で敵軍を壊滅させる妖力を授かり、父から引き継いだ関彌城を守る。しかし、神器の呪いによって醜い容貌となり、仮面の怪物と恐れられる。関彌城攻略に乗り出した談徳は、単身城に乗り込み、天弓を放ってチョロを神器から解放する。以後、談徳をチュシンの王とみなして仕えるようになり、関彌城は一転、高句麗に帰した。酒は下戸。スジニがいなくなった時は、探しに行き、彼女から王の隣にいるよう頼まれ承諾する。
フッケ（黒蓋）チャン・ハンソン（日本語吹き替え版: 辻親八）
高句麗最辺境の絶奴（チョルロ）部族長。他の部族長がヨン・ガリョに使嗾されて故国壌王と談徳に敵対する中で、唯一談徳を支えた。談徳の即位後は側近の地位を確保したが、蛮勇・短慮のため軽んじられがち。
サリャン（史亮）パク・ソンミン（日本語吹き替え版: 杉山大）
火天会大長老の側近。キハの育ての親。キハの願いを叶えてやりたいと思いつつ、その度に大長老の命との板挟みに苦しむ。キハが産んだ子供をキハの妹のスジニに渡し、遠くへ逃げるように頼み、その後亡くなった。
大神官ホン・ギョンヨン（日本語吹き替え版: 上村典子）
高句麗王室の正統性根拠たる「天地神堂」の護持者。談徳がチュシンの王であることを知っており、王座に就けようとする故国壌王を支える。ヨン・ガリョの陰謀を阻止しようとするが、娘同然にかわいがっていたキハに足をすくわれる。
ヨン夫人キム・ソンギョン（日本語吹き替え版: 野沢由香里）
ヨン･ホゲの母親でヨン・ガリョの妻。ヨン･ホゲをチュシンの王と確信し、談徳を王位に望む兄・故国壌王を毒殺しようとしたが、談徳に看破され、談徳に突きつけられた同じ毒をあおいで自殺。
パソン（巴巽）キム・ミギョン（日本語吹き替え版: 福田如子）
高句麗随一の腕を持つといわれる鍛冶職人。談徳に協力し軍に剣と鎧を供給する。白虎の神器を継承していた父を火天会に殺された過去を持つ。
タルビシン・ウンジョン（日本語吹き替え版: 花村さやか）
火天会に夫を殺され、パソンと行動を共にする。のちにチュムチと結婚。
チョックァンチョン・ジュファン（日本語吹き替え版: 佐々木誠二）
高句麗貴族の師弟からなる騎馬隊(ゲマ武士)の隊長。ヨン・ガリョの部族出身で、ヨン・ホゲをチュシンの王と信じて忠誠を尽くし、ホゲ即位の夢に殉じた。
カクタン（閣丹）イ・ダヒ（日本語吹き替え版: 樋口あかり）
第三近衛隊長（女）。コ将軍の命で王宮を警護し、火天会と戦闘。天地神堂内で故国壌王落命の場面を目撃し、瀕死の王から遺言を託される。重傷を負って救出された後、死に際に談徳に再会し、キハが故国壌王を殺したと告げる。
チョ・ジュドソン・グィヒョン（日本語吹き替え版: 佐々木睦）
ヨン･ガリョの側近。ステレオタイプな腰巾着として描かれる。
セドゥルミン・ジオ（日本語吹き替え版: 楠大典）
絶奴部族長フッケの長男。談徳を護衛して部族の領地へ戻る途中で、ヨン・ホゲら、ヨン･ガリョの手勢に襲われて戦死。
タルグキム・ヒョク（日本語吹き替え版: 島川直）
フッケの次男。
チャグンドルキム・ソク（日本語吹き替え版: 藤田大助）
絶奴部族の少年。
カグンパク・チョングァン（日本語吹き替え版: 永田博丈）
関彌（クァンミ）城の城代。少年期のチョロの剣の師であり、城主を継いだチョロを支える。チュシンの王の登場を待望している。
イルスイ・ジャンウク（日本語吹き替え版: 最上嗣生）
ヨン･ホゲの幼なじみで側近。
カムドンキム・グァンヨン（日本語吹き替え版: 坂詰貴之）
コムル村修行者。
ヒョンゴンチョ・スンヨン（日本語吹き替え版: 佐藤じゅん）
コムル村修行者。ヒョンゴの片腕。ホゲ軍に談徳の命令を持って潜入するが、ホゲに切られ絶命。
ヒョンドンキム・ドンヒョク（日本語吹き替え版: 浪川大輔）
コムル村修行者。談徳の書記。
ヒョンジャン（玄長）キム・チグク（日本語吹き替え版: 中博史）
ヒョンゴの秘書。
プルドルペク・チェジン（日本語吹き替え版：広田みのる）
白虎の神器を所持しているパソンの兄。白虎の神器を探しにきた、ヨン・ホゲの前で舌を噛み死亡した。
高雲チョン・ジェゴン
後燕にやって来たスジニが家庭教師をしていた家の主人。高句麗王家の血族であるが後燕に仕えている。史実では、後燕に人質として置かれていたが後燕の内乱時に慕容宝の危機を救い、その功績が認められて慕容宝の養子となり、後燕滅亡後は後燕の漢人将軍馮跋に担がれて北燕の初代天王となった。

## サブタイトル

### テレビドラマ
外部リンクを参照。

### 劇場公開版
- 第1章：千年の愛（2010年4月10日、約123分）
- 第2章：すれちがいの運命（2010年5月8日、約124分）
- 第3章：別れのきざし（2010年5月22日、約120分）
- 第4章：かなわぬ想い（2010年6月26日、約122分）[30]

## スタッフ
- 監督: キム・ジョンハク（ko:김종학、金鍾學）
- 脚本: ソン・ジナ（宋智娜）
- 音楽: 久石譲
- 制作: TSGプロダクションカンパニー

## 関連商品

### DVD
- 太王四神記 DVD BOX I（ノーカット版）（エイベックス・マーケティング、2008年5月） - 字幕仕様
- 太王四神記 DVD BOX II（ノーカット版）（エイベックス・マーケティング、2008年6月） - 字幕仕様
- 太王四神記 PREMIUM EVENT 2008 IN JAPAN SPECIAL EDITION & SPECIAL LIMITED EDITION（エイベックス・エンタテインメント、2008年11月28日）

### 楽曲
主題歌
東方神起 - 「千年恋歌」（BShi・オリジナル原語バージョン、NHK総合/BS2・日本語バージョン）
挿入歌
ジュンソ  - 「ゆるして」（作曲: 久石譲 編曲: アン・ジョンフン）
アルバム
久石譲 - 『太王四神記オリジナル・サウンドトラック Vol.1』（日本盤: 2007年12月、エイベックス(AVCF-26629)）
久石譲 - 『太王四神記オリジナル・サウンドトラック Vol.2』（日本盤: 2008年1月、エイベックス(AVCF-26630/B)） - 歌: オリジナル原語バージョン
『太王四神記オリジナル・サウンドトラック』（韓国盤: 2007年10月、ユニバーサル・ミュージック(DK0530)）

### 書籍
- 黄聖一・和佐田道子『太王四神記 公式予習BOOK』、講談社、2007年6月20日
- 『太王四神記 公式メイキングBOOK』Vol.1–3、『1週間』編集部編、講談社、2007年7月12日以降続刊
- 和佐田道子『太王四神記 公式ノベライズ』上・中・下巻、講談社、2007年12月3日以降続刊
- 『太王四神記 公式ドラマ・ガイド』前・後編、『1週間』編集部編、講談社、2008年3月28日以降続刊
- ヤマハミュージックメディア『ピアノソロ 初中級 ピアノで弾く 太王四神記』楽譜、2008年7月、ISBN 978-4-636-83133-7
- チョン・ヒスク『太王四神記 公式 撮影日記』、『1週間』編集部編、講談社、2008年7月30日
- 『太王四神記 公式ロケ地ガイド』、『1週間』編集部編、講談社、2008年8月7日

## 舞台化
日本の宝塚歌劇団によりミュージカル化されている。初演は2009年1月、脚本・演出は小池修一郎。

## その他
- 2012年11月京楽産業より『ぱちんこ太王四神記』が発表された。ホール導入は同年12月17日。